# Lancelot "Capability" Brown

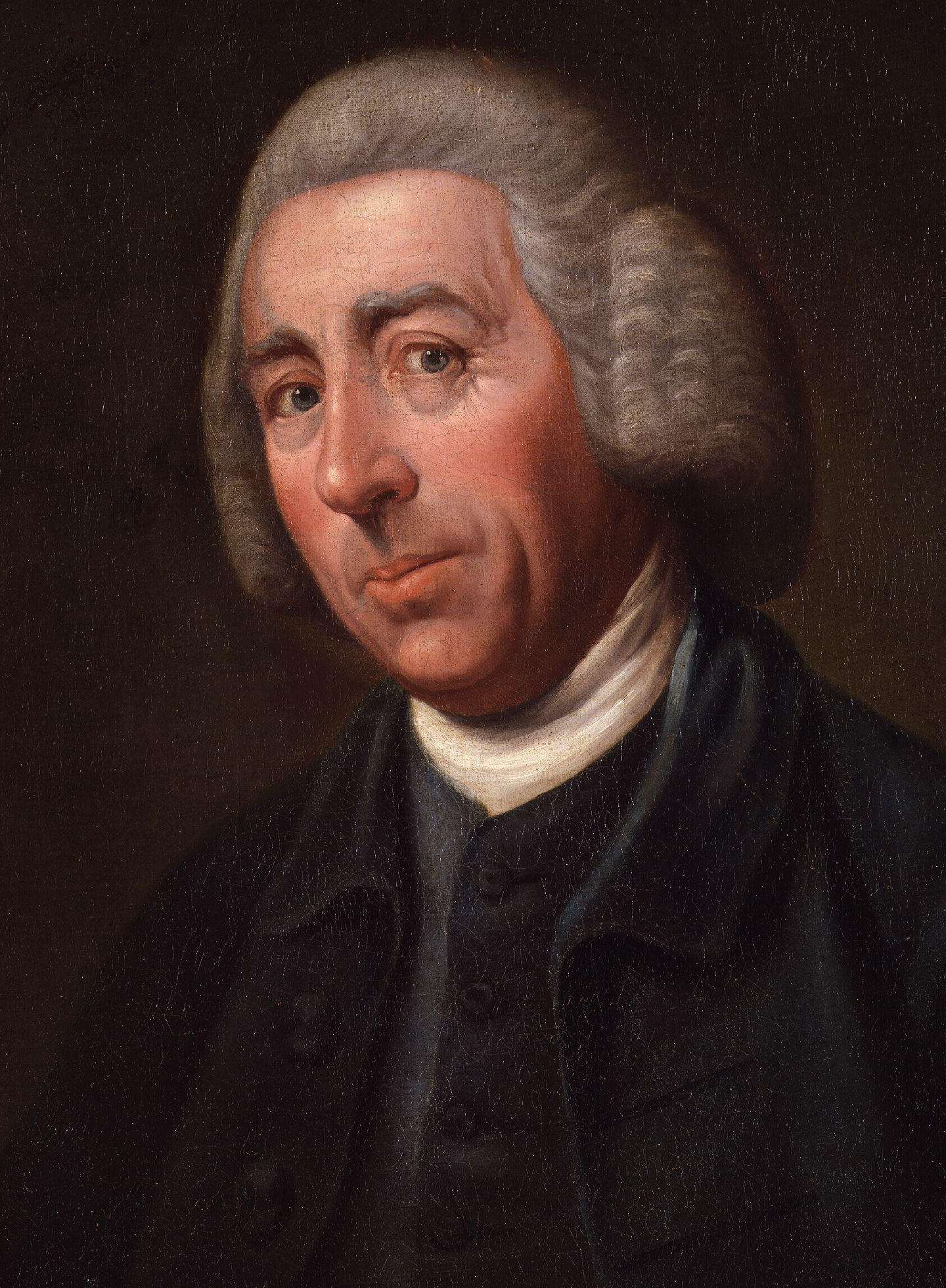
Capability Brown, av Nathaniel Dance, ca 1769.

Lancelot Brown, mer känd som Lancelot ”Capability” Brown eller "Capability" Brown, född 1716 i Kirkharle, Northumberland, död 6 februari 1783 i London, var en engelsk landskapsarkitekt som skapade över 170 parker, varav många finns kvar än idag.

## Biografi
Lancelot Brown föddes i Kirkharle i Northumberland och gick i skola i Cambo. Han började sedan arbeta som trädgårdsmästarlärling hos William Loraine. Senare flyttade han till Wotton Underwood, som ägdes av Lord Cobham och blev en del av Lord Cobhams trädgårdsstab i Stowe, Buckinghamshire. Där tjänade han under William Kent, en av grundarna till den nya engelska landskapsarkitekturstilen. I Stowe gifte han sig med Bridget Wayet och fick sina fyra första barn.
Som representant för den nya engelska stilen blev han eftertraktad hos de välbeställda. 1751 skrev Horace Walpole om Browns arbete vid Warwick Castle: 
Slottet är förtrollande, utsikten gladde mig mer än jag kan uttrycka, floden Avon forsar ned i en kaskad vid dess fot. Det har planerats väl av en Brown utifrån Kents och Mr. Southcotes idéer
Brown skapade uppskattningsvis 170 trädgårdar vid de finaste godsen i Storbritannien. Hans verk finns fortfarande kvar bland annat vid Blenheim Palace, Kew Gardens, Warwick Castle, Bowood House, Milton Abbey (och den närliggande byn Milton Abbas). Denne man som vägrade att arbeta i Irland eftersom han inte var klar med England kallades "Capability" Brown eftersom han brukade tala om för sina uppdragsgivare att deras egendomar hade möjlighet ("capability") till förbättring.
Hans stil med mjuka böljande gräsmattor som sträckte sig ända fram till huset, träd i klungor, områden med träd och utspridda träd samt hans serpentinsjöar var en ny stil i det brittiska landskapet och öppnade för kritik mot Brown av många teoretiker på området. Brown har dock inte bara kritiserats utan även hyllats av många.
Hans landskap var i modets framkant och de skilde sig fundamentalt från dem som de ersatte. De välkända formella engelska trädgårdarna som hade varit dominerande före hans tid hade kritiserats av Alexander Pope och andra i början av 1700-talet. William Kent började 1719 att ersätta dem med mer naturalistiska verk, och Brown fortsatte det arbetet och det fick sin främsta förfining i Browns grammatiska landskap.

## Trädgårdar och parker i urval
- Alnwick Castle
- Aske Hall
- Audley End House
- Aynhoe Park
- Blenheim Palace
- Bowood House
- Broadlands
- Burghley House
- Burton Constable Hall
- Castle Ashby
- Charlecote Park
- Chatsworth House
- Chillington Hall
- Clandon Park
- Clumber Park
- Corsham Court
- Euston Hall
- Grimsthorpe Castle
- Harewood House
- Highclere Castle
- Holkham Hall
- Ickworth House
- Longleat
- Packington Park
- Petworth House
- Prior Park Landscape Garden
- Ragley Hall
- Schloss Richmond i Braunschweig i Tyskland
- Scampston Hall
- Sheffield Park Garden
- Sherborne Castle
- Sledmere House
- Stowe Landscape Garden
- Syon House
- Temple Newsam
- Trentham Gardens
- Warwick Castle
- Weston Park
- Wimbledon Park
- Wimpole Hall
- Wrest Park Gardens